# Дом-музей Камиля Алиева
Дом-музей Камиля Алиева (азерб. Kamil Əliyevin ev-muzeyi) —  одна из достопримечательностей центральной части города Баку. Музей находится на улице Хагани, по соседству со зданием Союза Театральных Деятелей Азербайджана, неподалёку от станции метро Сахиль и Азербайджанским Государственным Русским Драматическим Театром. Основан в 2023г.

## Основатель
Основатель музея искусствовед, художник по коврам Нармина Алиева.

## Тема
Декоративно-прикладное искусство. Ворсовые и безворсовые ковры Азербайджана. Ювелирное искусство.

## Адрес
Азербайджан, Баку, ул.Хагани, 18.

## Экспозиция
Дом-музей представляет вниманию посетителей произведения мастера коврового дела, народного художника Азербайджанской ССР Камиля Алиева (1921—2005), который посвятил 64 года творческой жизнедеятельности продолжению традиций древнего коврового искусства Азербайджана, а также оставил после себя богатую коллекцию авторских ковров в неповторимом золотисто-охристом колорите. Эти непревзойденные шедевры представляют большую ценность и вызывают восхищение на протяжении долгих лет и воплощают не только искусство и мастерство, но и богатую историю и культуру своих истоков.  
Каждый ковер, представленный на обозрение посетителей музея - это уникальное произведения искусства в котором каждый узел и узор, а также богатая цветовая гамма несут на себе отпечаток индивидуальности его создателя. 
Экспозиция музея включает в себя:
- 24 авторских орнаментальных ковра
- 7 портретных ковров (М.Физули, И.Насими, Н.Гянджеви, Ш.Руставели, А.Пушкин, К.Алиев, Образ Матери Ханум)
- 23 акварельных эскиза, на основе которых были сотканы ковры
- зеркало, обрамленное орнаментальным узором из слоновой кости в позолоченной раме
- 8 небольших фрагментов ювелирных изделий

## История

Мемориальная доска на стене дома, в котором Камиль Алиев провёл последние годы своей жизни. Скульптор — Зейналабдин Искендеров. Адрес: Старый город, ул.Кичик Гала

Экспозиция произведений автора была представлена на обозрение посетителей, в помещении, где художник проживал в 1994-1998-х годах, спустя 18 лет после его смерти, 13 июня 2023 года, дочерью Камиля Алиева, Алиевой Нарминой.  

## Деятельность музея в прессе
В октябрьском выпуске (№41) газеты "Каспий" опубликована статья "Солнечные нити Камиля Алиева" в которой корреспондент Сабина Дадашева описала деятельность музея со слов основательницы и хозяйки музея Нармины Алиевой. 
Весной же 2024 года в питерском журнале "Индустрия Туризма и Культуры" вышла в свет статья главного редактора Анатолия  Ковалёва "Кямиль Алиев: Ковёр - закодированное послание предков". В статье дана информация об истории жизни и творческой деятельности Камиля Алиева, о тяжелом военном периоде его жизни, о становлении его как художника по коврам и одного из немногих авторов ковров-портретов, с которыми он прославился во всем мире.